# Канеда Нобутосі
Канеда Нобутосі (яп. 金田 喜稔, нар. 16 лютого 1958, Хіросіма —) — японський футболіст, що грав на позиції нападника.

## Клубна кар'єра
Грав за команду Ніссан Моторс.

## Виступи за збірну
Дебютував 1977 року в офіційних матчах у складі національної збірної Японії. У формі головної команди країни зіграв 58 матчів.

## Статистика
Статистика виступів у національній збірній.
| Збірна Японії | Збірна Японії | Збірна Японії |
| Роки          | Ігри          | голи          |
| ------------- | ------------- | ------------- |
| 1977          | 1             | 1             |
| 1978          | 14            | 0             |
| 1979          | 3             | 0             |
| 1980          | 12            | 2             |
| 1981          | 6             | 0             |
| 1982          | 8             | 0             |
| 1983          | 8             | 2             |
| 1984          | 6             | 1             |
| Усього        | 58            | 6             |